# Púdzsa (buddhizmus)

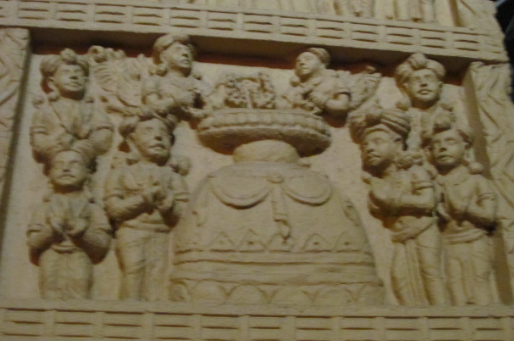
Száncsi kapumásolat a Chaitya Bhoomi emlékműnél, India.

A púdzsa a buddhizmusban „a tisztelet, a hódolat és az elkötelezettségi figyelmesség” kifejeződései. Púdzsá cselekedetnek számít a meghajlás vagy leborulás, a felajánlás és a kántálás. Az elkötelezettség ezen formái általában otthon végzett napi gyakorlatok  (reggel, este vagy mindkét alkalommal), amiket közösségi fesztiválok és upószatha napok idején templomban is végeznek.

## Etimológia
A púdzsa szó a "púdzs" (áldani/hódolni) igetőből származik.

## Tiszteletadások
A púdzsával kapcsolatban a tiszteletadás az imádkozásra emelt kezeket (andzsali) és a fej meghajtását jelenti, amely a hódolat és az alázatosság kifejezése. Elkötelezettségből meghajolnak a Buddha-szobrok, a sztúpák vagy a Bódhifa előtt. A hagyományok szerint sok buddhista kultúrában meghajolnak saját szüleik, tanítóik és idősebb szerzetesek és apácák (bhikkhuk és bhikkhunik) előtt.
A szent tárgyak előtti meghajláskor általában háromszor hajtanak fejet. Az első meghajlás Buddhának, a második a dhammának (tanítás), a harmadik a szanghának (közösség) szól. Üdvözléshez elegendő a mell előtt összetett tenyerek és a fej meghajtása, vagy a homloktól a szájon át a mellkasig vezető egyetlen karmozdulat, amely a tudatot, a beszédet és a testet jelképezi - utalva a háromféle lehetséges cselekvésmódra. A meghajolás formálisabb módja a leborulás.

## Felajánlások
A meditációk előtt gyakran tesznek szimbolikus felajánlásokat a három ékesség részére. Buddha elé helyezik a felajánlásokat, amelyet jelképezhet hét kisedény víz is. Népszerű felajánlásnak számít még a gyertyagyújtás, a virágok, a tömjén, a zene és a víz. Ezek mindegyike a buddhista tanítások és a hat érzékszerv (az öt érzékszerv mellett a tudat is érzékszervnek számít a buddhizmusban) különböző aspektusait jelentik meg.  Például a virág, a rövid életének köszönhetően az aniccsa (mulandóság) és a szanszára (létkerék) szimbóluma. A gyertyák a megvilágosodást jelentik, míg a tömjén azt jelképezi, hogy a buddhista tanítások olyan könnyen terjednek, mint a tömjén füstje, amely szintén tisztítja a levegőt. A dolgok egymástól való függését és a hálát szimbolizálja a gyümölcs, amely az íz szimbóluma is.

## Kántálás
Főleg a hagyományos buddhista nyelveken szokás kántálni, mint például a páli vagy a tibeti. Ezek a kántálások a korai kanonikus szövegek memorizálását segítik elő valamint a résztvevők hangulatát átitatja az ünnepélyesség és a nyugalom.

## Púdzsá a napi gyakorlatban
A személyes elkötelezettség során legelőször felajánlást tesznek egy szent tárgy (például virágot vagy gyümölcsöt egy Buddha-szobor vagy kép) előtt. A felajánlás közben a gyakorló meghajlásokat végez és hagyományos szövegeket idéz. Ezt a három drágaság előtti meghajlás vagy háromszori leborulás követi. Ezután imára tett kézzel különféle kántálást végeznek, kezdve a Buddha előtti hódolattal, majd a három drágaságban való menedékvétellel, végül az öt fogadalom letételével.

## Külső hivatkozások
- Cyber vihara for daily puja
- Bhavana Vandana, book of devotion PDF
- Vandana - The Album of Pali Devotional Chanting and Hymns PDF